# Prva crnogorska fudbalska liga 2006-2007
La Prva crnogorska fudbalska liga 2006-2007 (prima lega calcistica montenegrina 2006-2007) è stata la 3ª edizione di questa competizione, la 1ª come prima divisione del Montenegro indipendente. La vittoria finale è stata appannaggio dello Zeta.
Capocannonieri del torneo furono Damir Čakar (Rudar Pljevlja) e Žarko Korać (Zeta), con 16 reti.

## Formula
In questa prima stagione le squadre partecipanti furono 12: 3 giocarono la stagione precedente nel campionato serbo-montenegrino, 7 nel campionato montenegrino (secondo livello dell'allora campionato serbo-montenegrino) più le due promosse dalla Crnogorska republička liga (terzo livello nel sistema serbo-montenegrino).
Le 12 squadre disputarono un girone andata-ritorno; al termine delle 22 giornate ne disputarono ancora 11 secondo uno schema prefissato (totale 33 giornate), al termine di queste l'ultima fu retrocessa mentre la penultima e la terzultima disputarono i play-out contro la seconda e terza classificata della Druga crnogorska fudbalska liga 2006-2007.
Le squadre qualificate alle coppe europee furono quattro: La squadra campione si qualificò alla UEFA Champions League 2007-2008, la seconda alla Coppa UEFA 2007-2008 e la terza alla Coppa Intertoto 2007. La squadra vincitrice della Coppa del Montenegro fu anch'essa qualificata alla Coppa UEFA.

## Squadre
| Squadra   | Città                | Stadio                  | Stagione 2005-06                 |
| --------- | -------------------- | ----------------------- | -------------------------------- |
| Zeta      | Golubovci, Podgorica | Stadion Trešnjica       | 5º in Prva liga SCG              |
| Budućnost | Podgorica            | Stadion Pod Goricom     | 14º in Prva liga SCG             |
| Jedinstvo | Bijelo Polje         | Gradski stadion         | 16º in Prva liga SCG             |
| Rudar     | Pljevlja             | Gradski stadion         | 1º in Prva liga CG               |
| Sutjeska  | Nikšić               | Stadion kraj Bistrice   | 2º in Prva liga CG               |
| Kom       | Podgorica            | Stadion Zlatica         | 3º in Prva liga CG               |
| Grbalj    | Radanovići, Cattaro  | Stadion u Radanovićima  | 4º in Prva liga CG               |
| Mogren    | Budua                | Stadion Lugovi          | 5º in Prva liga CG               |
| Petrovac  | Castellastua         | Stadion pod Malim Brdom | 6º in Prva liga CG               |
| Dečić     | Tuzi                 | Stadion Tuško Polje     | 7º in Prva liga CG               |
| Berane    | Berane               | Gradski stadion         | 1º in Crnogorska republička liga |
| Mladost   | Podgorica            | Stadion Cvijetni Brijeg | 2º in Crnogorska republička liga |

## Classifica
|                       | Pos. | Squadra                | Pt | G  | V  | N  | P  | GF | GS | DR  |
| --------------------- | ---- | ---------------------- | -- | -- | -- | -- | -- | -- | -- | --- |
| Montenegro (bandiera) | 1.   | Zeta (−1)              | 78 | 33 | 25 | 4  | 4  | 65 | 18 | +47 |
|                       | 2.   | Budućnost              | 76 | 33 | 22 | 10 | 1  | 58 | 12 | +46 |
|                       | 3.   | Grbalj                 | 49 | 33 | 14 | 7  | 12 | 37 | 30 | +7  |
|                       | 4.   | Rudar Pljevlja         | 47 | 33 | 14 | 5  | 14 | 37 | 32 | +5  |
|                       | 5.   | Mogren                 | 42 | 33 | 10 | 12 | 11 | 27 | 27 | 0   |
|                       | 6.   | Petrovac               | 40 | 33 | 10 | 10 | 13 | 24 | 37 | −13 |
|                       | 7.   | Kom                    | 38 | 33 | 9  | 11 | 13 | 27 | 31 | −4  |
|                       | 8.   | Sutjeska               | 38 | 33 | 10 | 8  | 15 | 24 | 33 | −9  |
|                       | 9.   | Mladost Podgorica      | 38 | 33 | 9  | 11 | 13 | 34 | 49 | −15 |
|                       | 10.  | Dečić                  | 34 | 33 | 8  | 10 | 15 | 29 | 46 | −17 |
|                       | 11.  | Jedinstvo Bijelo Polje | 31 | 33 | 6  | 13 | 14 | 27 | 51 | −24 |
|                       | 12.  | Berane                 | 28 | 33 | 7  | 7  | 19 | 25 | 48 | −23 |

Legenda:
      Campione di Montenegro e ammessa alla UEFA Champions League 2007-2008.
      Ammesse alla Coppa UEFA 2007-2008.
      Ammesse alla Coppa Intertoto UEFA 2007.
  Partecipa ai play-out.
      Retrocesse in Druga crnogorska fudbalska liga 2007-2008.
Regolamento:
Tre punti a vittoria, uno a pareggio, zero a sconfitta.
Note:
Zeta penalizzato di un punto per non aver disputato la partita contro il Budućnost alla 4ª giornata.

## Risultati
|           | Sut     | Mla     | Mog     | Kom     | Jed     | Rud     | Bud     | Grb     | Zet     | Deč     | Ber     | Pet     |
| --------- | ------- | ------- | ------- | ------- | ------- | ------- | ------- | ------- | ------- | ------- | ------- | ------- |
| Sutjeska  |         | 3:5     | 1:0 1:2 | 0:0     | 1:0     | 1:0 2:1 | 0:0 1:1 | 0:0     | 0:2     | 1:0     | 1:0 2:0 | 1:1 1:0 |
| Mladost   | 0:1 1:1 |         | 0:0 2:2 | 0:0     | 3:0 1:1 | 1:0     | 0:3     | 2:0     | 1:1 0:4 | 0:0 2:4 | 2:1     | 0:0     |
| Mogren    | 1-0     | 0-0     |         | 1:0 2:0 | 1:1     | 3:1 1:2 | 1:0 0:0 | 1:1     | 1:1     | 1:1     | 3:0 0:0 | 1:2 2:0 |
| Kom       | 1-0 0:1 | 1:2 2:0 | 0:0     |         | 4:1     | 2:0     | 1:1     | 1:0 2:2 | 0:1 0:0 | 1:0 0:1 | 1:1     | 3:1     |
| Jedinstvo | 2:2     | 0:0     | 1:1 1:0 | 1:0 0:0 |         | 1:1     | 0:0     | 0:3     | 0:3     | 1:0 3:0 | 1:2 2:0 | 0:0     |
| Rudar     | 2:0     | 4:0 3:1 | 1:0     | 2:1 3:0 | 3:0 2:1 |         | 0:2 0:0 | 1:0 0:2 | 1:2     | 3:0     | 1:0 1:1 | 2:0     |
| Budućnost | 1:0     | 4:3 2:0 | 1:0     | 2:0     | 4:0 1:1 | 1:0     |         | 0:0 5:1 | 0:0 1:0 | 3:2     | 4:0 3:0 | 3:0     |
| Grbalj    | 1:0 2:0 | 0:1     | 1:0 0:1 | 0:1     | 0:0 2:0 | 3:0     | 1:2     |         | 2-1 2-3 | 2:1 3:1 | 1:0     | 0:0 2:0 |
| Zeta      | 1:0 2:0 | 3:0     | 4:0 1:0 | 1:0     | 4:2 5:1 | 2:0 1:0 | 0:3     | 1:0     |         | 2:0     | 2:1     | 2:1 4:0 |
| Dečić     | 1:0 2:1 | 3:0     | 0:0 2:0 | 2:2     | 1:1     | 1:3 0:0 | 0:3 0:1 | 1:1     | 0:4     |         | 2:2     | 0:0 1:1 |
| Berane    | 1:0     | 3:1 1:3 | 2:0     | 1:1 1:0 | 0:1     | 0:0     | 0:2     | 2:0 1:3 | 1:4 0:2 | 2:0 1:2 |         | 0:0     |
| Petrovac  | 1:0     | 2:1 0:0 | 0:2     | 0:0 2:3 | 3:2 2:0 | 1:0 2:0 | 1:1 0:2 | 0:2     | 1:0     | 0:1     | 1:0 2:1 |         |

## Spareggi
Jedinstvo Bijelo Polje e Dečić (penultimo e terzultimo in prima divisione) sfidano Bokelj ed Ibar (secondo e terzo in seconda divisione) per due posti in Prva crnogorska fudbalska liga 2007-2008.
| Squadra 1                              | Totale | Squadra 2 | Andata     | Ritorno    |
| -------------------------------------- | ------ | --------- | ---------- | ---------- |
|                                        |        |           | 02.06.2007 | 09.06.2007 |
| Jedinstvo Bijelo Polje                 | 2 – 4  | Bokelj    | 1 – 4      | 1 – 0      |
| Ibar                                   | 2 – 3  | Dečić     | 2 – 2      | 0 – 1      |
| Bokelj promosso, Jedinstvo retrocesso. |        |           |            |            |

## Marcatori
| Pos. | Giocatore           | Squadra   | Reti |
| ---- | ------------------- | --------- | ---- |
| 1    | Damir Čakar         | Rudar     | 16   |
| 1    | Žarko Korać         | Zeta      | 16   |
| 3    | Đulijano Camaj      | Dečić     | 13   |
| 4    | Slaven Stjepanović  | Zeta      | 12   |
| 5    | Dragan Bošković     | Grbalj    | 11   |
| 5    | Igor Burzanović     | Budućnost | 11   |
| 7    | Nemanja Vukašinović | Mogren    | 10   |